# The Other Side (álbum de Tonight Alive)
The Other Side —en español: El otro lado— es el segundo álbum de estudio de la banda de pop punk australiana, Tonight Alive.
Fue lanzado el 6 de septiembre en Australia y el 9 de septiembre en Estados Unidos. 
Debutó en el puesto número 5 en las listas de álbumes de Australia ARIA y recibió críticas positivas de los críticos.

## Antecedentes
La cantante, Jenna McDougall, dijo a Alternative Press lo siguiente: "Hay definitivamente algunas canciones tristes en el álbum, y creo que hay algunas rompecorazones, pero también hay canciones como "The Fire" que es una canción de punk super-liberadora. Estoy muy orgullosa de esa canción porque la letra es muy apasionada, afirmativa y positiva, pero la música es muy agresiva, con este álbum estamos encontrando nuestro sonido".

## Recepción

### Crítica
Rob Foster de 'Kill Your Stereo' dio una reseña del álbum positiva: "The Other Side no es sólo un paso en la dirección correcta. No, es millas más allá de que esto, es sin duda lo más que Tonight Alive han lanzado en su carrera... sin embargo, y, francamente, dada la calidad de sus versiones anteriores, eso dice mucho. Tonight Alive es una excelente representación de la música australiana en el mercado internacional."

## Canciones
Todas las canciones escritas y compuestas por Jenna McDougall and Whakaio Taahi, except where noted. 
| N.º | Título                                             | Duración |  |
| 1.  | «The Ocean»                                        | 3:01     |  |
| 2.  | «Don't Wish»                                       | 3:51     |  |
| 3.  | «Lonely Girl»                                      | 3:11     |  |
| 4.  | «Hell And Back»                                    | 3:24     |  |
| 5.  | «The Other Side» (McDougall, Taahi, Mark Weinberg) | 3:40     |  |
| 6.  | «The Fire»                                         | 2:47     |  |
| 7.  | «Complexes»                                        | 4:08     |  |
| 8.  | «Come Home»                                        | 3:27     |  |
| 9.  | «Bathwater»                                        | 3:12     |  |
| 10. | «No Different»                                     | 2:37     |  |
| 11. | «Say Please»                                       | 3:14     |  |
| 12. | «You Don't Owe Me Anything»                        | 3:20     |  |

## Personal
- Jenna McDougall: voz
- Whakaio Taahi: guitarra
- Cameron Adler: bajo
- Jake Hardy: guitarra
- Matt Best: batería